# Cantons de l'Alt Loira
Els Cantons de l'Alt Loira són 35 i s'agrupen en tres districtes:
- Districte de Briude (10 cantons - sotsprefectura: Briude) :
cantó d'Auson - cantó de Blela - cantó de Briude Nord - cantó de Briude Sud - cantó de La Chas-Dieu - cantó de Lanjac - cantó de La Vòuta - cantó de Paulhaguet - cantó de Pinòus - cantó de Saug

- Districte de Lo Puèi de Velai (16 cantons - prefectura: Lo Puèi de Velai) :
cantó d'Allègre - cantó de Caires - cantó de Crapona - cantó de Fai de Linhon - cantó de Lodes - cantó de Lo Monestier de Gaselha - cantó de Pradèlas - cantó de Lo Puèi de Velai Est - cantó de Lo Puèi de Velai Nord - cantó de Lo Puèi de Velai Oest - cantó de Lo Puèi de Velai Sud-Est - cantó de Lo Puèi de Velai Oest - cantó de Sant Julian-Chaptuèlh - cantó de Sant Paulian - cantó de Solanhac - cantó de Vorèi

- Districte de Sinjau (9 cantons - sotsprefectura: Sinjau) :
cantó d'Aurec de Lèir - cantó de Bas de Bassès - cantó de Monistròu de Lèir - cantó de Montfaucon de Velai - cantó de Retornac - cantó de Sant Didèir de Velai - cantó de Santa Sigolena - cantó de Tença - cantó de Sinjau